# Оле Лукойе (группа)
Оле Лукойе (Ole Lukkoye) — музыкальная группа из Санкт-Петербурга. Свой стиль музыканты называют БИО-ХЭК, специалисты — психоделический этно-транс.

## Состав

### Актуальный состав
- Борис Бардаш — клавиши, голос, гитара, перкуссия, музыка, тексты
- Юрий Лукьянчик — перкуссия, барабаны
- Александр «Фрол» Фролов — фагот, перкуссия, клавиши
- Несс Янушковская — импро-вокал, бэк-вокал
- Владимир Коновалов — электроконтрабас, бэк-вокал

### Другие участники
- Андрей Лавриненко — бас, перкуссия, бэк-вокал
- Петр Акимов — виолончель
- Георгий Стариков — эл. и ак. гитары
- Екатерина «Кэт» Сидорова — перкуссия, голос
- Павел Литвинов — перкуссия
- Игорь Каим — банджо, гитара
- Олег «Шарр» Шавкунов — перкуссия
- Татьяна «Сваха» Калмыкова — вокал, перкуссия
- Вадим Кузенков — видео-слайд шоу
- Сергей Зязин — перкуссия, барабаны
- Сергей Радовский — звук, видеоперформанс
- Софья Нелюбина — видеоперформанс
- Дмитрий Шубин — видеоперформанс
- Юрий Элик — видеоперформанс
- Даниил Баснер — перкуссия
- Алексей Петров — барабаны, перкуссия
- Александр Сенкевич — электрическая гитара
- Олег Васильев — труба
- Александр Холявский — саксофон
- Наталья — вокал

## Дискография
- 1989 Подпольный альбом
- 1993 Запара
- 1996 Тумзэ
- 1997 Ду-ду-ду или Лекарство для карлика
- 2000 Расслабьтесь в своём сне (live 1994—1998)
- 2000 Кристальный лом
- 2001 Летел через улицу (live 2000—2001)
- 2002 Конь-Тигр
- 2003 Сон Ветра (1989—1991)
- 2006 Куманейра[2]
- 2008 R9 (remixes)
- 2010 Сказки (DVD, видеоколлекция 1990—2001)
- 2010 Петроглифы
- 2015 Дятлы[3]